# Thienemanniella ginzanquerea
Thienemanniella ginzanquerea är en tvåvingeart som beskrevs av Sasa och Suzuki 2001. Thienemanniella ginzanquerea ingår i släktet Thienemanniella och familjen fjädermyggor. Inga underarter finns listade i Catalogue of Life.